# 羅伯特·伯德
羅伯特·卡萊爾·伯德 （英語：Robert Carlyle Byrd，1917年11月20日—2010年6月28日）是美国民主党籍政治人物，自1959年开始担任西维吉尼亚州联邦参议员至2010年逝世，共在任51年。而在此之前，他曾于1953至1959年间担任联邦众议员。他是美国迄今为止在任时间最长的联邦参议员，也曾经是美国历史上在任时间最长的国会议员，直至该记录被密歇根州的联邦众议员约翰·丁格尔打破。此外伯德也是唯一一个既担任过国会参议员也担任过国会众议员的西维吉尼亚人。
伯德的政治生涯长达60年之久。他最初于20世纪40年代通过3K党在当地的分会进入了政治舞台，不过他后来也承认加入3K党是他此生最严重的错误。